# Garlica punctulata
Garlica punctulata är en insektsart som beskrevs av Rauno E. Linnavuori 1956. Garlica punctulata ingår i släktet Garlica och familjen dvärgstritar. Inga underarter finns listade i Catalogue of Life.